# Sújarevskaya
Sújarevskaya (en ruso: Сухаревская) es una estación del Metro de Moscú. La estación se encuentra en la línea Kaluzhsko-Rízhskaya, entre las estaciones de Prospekt Mira y Turguénevskaya.

## Historia
La estación se inauguró el 5 de enero de 1972 con el nombre de Kolkhoznaya, en honor a las granjas colectivas de la Unión Soviética.

## Diseño

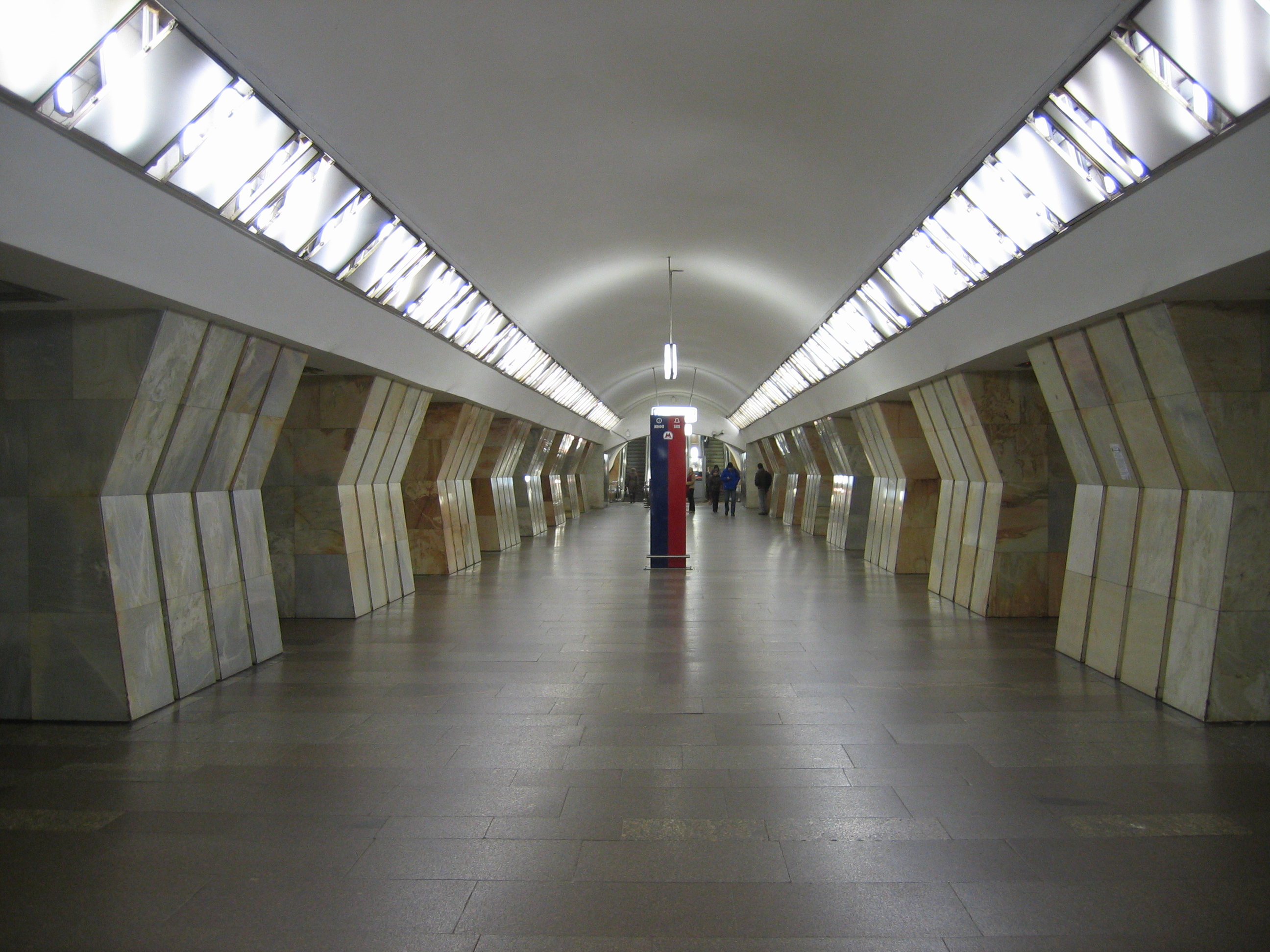
Pasillo central de la estación

Ideada por R. Pogrebnoy, Y. Kolyupanova y S. Kolyupanov, su diseño de pilares de mármol amarillos recuerda a las gavillas de trigo, en la línea con el nombre original de la estación. Las paredes están recubiertas de mármol blanco y decoradas con placas del mismo Pogrebnoy. La iluminación proviene de varias tiras de bombillas incrustadas en la base del techo.

## Accesos
El vestíbulo subterráneo de la estación se encuentra bajo la calle Sretenka.

## Conexiones
Esta estación no dispone de conexión con ninguna otra línea.